# Cadells
|  | Per a altres significats, vegeu «espina-xoca». |

Els cadells, també coneguts com a robusters a Vic, eren els membres d'un dels dos bàndols en què estava dividida la noblesa catalana al final del segle xvi i al començament del xvii. El bàndol rival eren els nyerros, amb qui mantenien una lluita constant. Es diu que els nyerros defensaven els drets dels senyors, mentre que els cadells eren partidaris dels drets de camperols i ciutadans.
Segons l'historiador J.H. Elliott, al seu llibre La Revolta catalana (1966), l'origen dels noms de nyerros i cadells vindria de dues famílies aristòcrates enemistades. Una era la del senyor del castell d'Arsèguel, de la família Cadell, i l'altre la del senyor de Nyer (els anomenats nyerros).

## Història
L'origen dels dos bàndols, nyerro i cadell, se situa al segle xiii, arran de les lluites de les cases dels Cadell, senyors d'Arsèguel, i els Banyuls, senyors de Nyer, al Conflent. A finals Segle XIII, el 1296, el radi d'acció d'ambdós bàndols s'estengué fins a la plana de Vic, arran de les pretensions dels Montcada d'alliberar-se del vassallatge que devien al bisbe de Vic. Aquesta tensió desembocà en una guerra en la que els cadells feren costat al bisbe Francesc Robuster i Sala, essent capitanejats per Bernat Cadell. Com que eren defensats per l'esmentat bisbe, a Vic el cadells foren anomenats «robusters».
Aquests bàndols d'origen feudal adquiriren gran importància en el transcurs de la crisi de la baixa edat mitjana, en el transcurs de la qual es convertiren en un fenomen social en el conjunt del Principat. En el primer terç del segle xvii, s'assolí la màxima esplendor i virulència d'ambdós grups, restant el Principat dividit entre nyerros i cadells.
La base de fidelitat a un grup o a un altre cal cercar-la més en la tradició familiar que no en la ideologia, malgrat que alguns historiadors assignen als cadells una representació dels drets dels pagesos i les ciutats contra els interessos dels nobles.
Les tensions entre els bàndols es reflectiren dins les institucions catalanes a tot nivell, ja fos entre els funcionaris de l'Audiència ja fos en l'àmbit local, i s'expandiren dins del bandolerisme. La confrontació entre ambdues faccions obstaculitzava el funcionament de les institucions.
Durant la guerra dels Segadors, els cadells, i entre ells Josep Fontanella i Josep Margarit, gaudiren d'una notable influència política. La posterior concentració del poder en mans del cadell Josep Fontanella, regent de la cancelleria (1641), contribuí a l'escissió entre els partidaris de França en el curs de la guerra, podent-se determinar mitjançant les filiacions de nyerros i cadells.
En la segona meitat del s. XVII, amb la disminució del bandolerisme, anaren desapareixent les referides faccions, que havien migpartit el Principat.

## Membres destacats
- Galceran Cadell (s.XVI)
- Joan Cadell (?-1594), Senyor d'Arsèguel
- Francesc Robuster i Sala (1544-1607), president de la Generalitat de Catalunya (1581), Bisbe d'Elna (1589-98) i de Vic (1598-1607)
- Joan de Llupià i de Pagès (?-1620), Baró de Llupià i de Castellnou, senyor de Vilarmilà
- Aleix de Marimon-Jafre i de Comallonga (?-1643), governador de Catalunya (1613-39)
- Gabriel Torrent de la Goula Trucafort (?-1616), Bandoler
- Coixard, família de bandolers que actuà a la Garrotxa, entre el 1605 i el 1616

## Símbols
Solien portar la insígnia d'un cadell de gos, presumiblement per derivació de l'escut d'armes dels senyors d'Arsèguel, el qual estava compost amb tres cadells de gos.